# Hammarbytaklök
Hammarbytaklök (Jovibarba globifera) är art i familjen fetbladsväxter. Den växer vild från centrala Tyskland till Karpaterna, samt norra och centrla Ryssland. 